# Počítání oveček
Počítání oveček je československý televizní dramatický film režiséra Karla Kachyni z roku 1982.

## Děj
Malá Hanička žije střídavě v nemocnici a dětském domově. Život jí sužuje srdeční vada. Chybí jí opora v podobě rodičů. Časem potkává podobně nešťastnou a osamělou osobu, uklízečku Anežku. Rozhodnou se, že do každé nepříjemnosti a bolesti půjdou společně.

## Obsazení
| Žaneta Fuchsová            | Hanka                                    |
| Věra Galatíková            | uklízečka Anežka                         |
| Vlastimil Brodský          | primář Klofáč                            |
| Naďa Konvalinková          | zdravotní sestra Sluníčko                |
| Nina Divíšková             | staniční sestra                          |
| Peter Debnár               | instalatér Rumcajs (mluví Jiří Zahajský) |
| Karel Heřmánek             | lékař                                    |
| Jaroslav Heyduk            | zřízenec Holásek                         |
| Pavel Zedníček             | kolotočář                                |
| Zdeněk Ornest              | starší lékař                             |
| Zdena Hadrbolcová          | učitelka                                 |
| Jaroslava Kretschmerová    | zdravotní sestra                         |
| Ondřej Pavelka             | mladý lékař                              |
| Lenka Pichlíková           | zdravotní sestra Jana                    |
| Renáta Doleželová          | zdravotní sestra                         |
| Klára Pollertová-Trojanová | dívka na Hančině posteli                 |
| Lukáš Bech                 | Buřtík                                   |
| Martin Krb                 | kluk, který vzal Hance knihu             |
| Martin Mikuláš             | kluk s formulí                           |

## Produkce
Scény v nemocnici se natáčely v Psychiatrické léčebně v Bohnicích. Panelové domy, kolem kterých prochází malá Hanka, jsou rovněž v této části Prahy. Most, přes který pasáček vede ovce, se nachází u Fojtovic v Krušných horách. Dále se natáčelo v Písku.